# 日本写真協会
公益社団法人日本写真協会（にほんしゃしんきょうかい、The Photographic Society of Japan）は、日本の写真関連団体。

## 概要
1952年、写真を通じて国際親善の推進、文化の発展に寄与することを目的として外務省の認可を得て、設立された。公益法人制度改革に伴い、2011年4月1日より公益社団法人となる。
写真家・写真評論家の創造活動中心の団体とは違い、企業などの賛助会員制度があり、写真材料の商社や現像所、フォトギャラリー、写真学校などが加入できる。このため、写真映像・印刷関係メーカーや販売会社の現役経営者、役職経験者、大学運営者、写真美術館の館長らも役員を務めている。

## 日本写真協会賞
日本の写真界や、写真文化に顕著な貢献をした個人や団体に対して贈られる日本写真協会主催の賞。1952年から始まる日本で最も伝統のある賞のひとつ。功労賞、年度賞（後に作家賞に統合）、作家賞、新人賞、国際賞などがある。この日本写真協会賞により団体の存在を知る人も少なくない。毎年6月1日「写真の日」に表彰式が行われる。受賞者に田沼武能、土田ヒロミ、大石芳野、東松照明、石川文洋、篠山紀信、中島健蔵、岡村昭彦、藤本四八、緑川洋一、土門拳、渡辺義雄、小林のりお、高梨豊、中野正貴、川島浩、新正卓、ジェイ・ウォーリー・ヒギンズ、山本建三、田淵行男、石川梵、野町和嘉、本橋成一らがいる。他に写真集を刊行してきた版元も受賞の対象となっている。

## 東京写真月間
一般市民が参加できる催しとして、写真イベント「東京写真月間」がある。「東京写真月間」は、1996年から毎年、6月1日の「写真の日」を中心に、5月から6月にかけて、東京都写真美術館をはじめ、東京都内の写真ギャラリー、フォトサロンで催されるもの。展覧会は、「女性写真家のまなざし−1945〜1997」、「地域と写真文化」など国内作家による「国内展」のみならず、「東京発・留学生の写真展—にっぽん発見」、「アジアの写真家たち2006ベトナム」などの国際展が開催され、外務省所轄の団体らしい取り組みが行われている。